# Giovanni Battista Marenco
Giovanni Battista Marenco SDB (ur. 27 kwietnia 1853 w Ovada, zm. 22 października 1921 w Turynie) – włoski duchowny rzymskokatolicki, salezjanin, biskup Massa Carrary, arcybiskup tytularny, dyplomata papieski.

## Biografia
18 grudnia 1875 otrzymał święcenia prezbiteriatu i został kapłanem Towarzystwa św. Franciszka Salezego.
29 kwietnia 1909 papież Pius X mianował go biskupem Massa Carrary. 16 maja 1909 przyjął sakrę biskupią z rąk prefekta Świętej Kongregacji ds. Studiów kard. Francesco Satolliego. Współkonsekratorami byli rektor Papieskiej Akademii Kościelnej abp Francesco Sogaro FSCJ oraz emerytowany biskup Urbania e Sant’Angelo in Vado Antonio Valbonesi.
2 lutego 1917 papież Benedykt XV mianował go internuncjuszem apostolskim w Kostaryce, Nikaragui i Hondurasie oraz delegatem apostolskim w  Gwatemali i Salwadorze. Jednocześnie został arcybiskupem tytularnym edesskim.
Urzędy te pełnił do śmierci 22 października 1921.